# تاروتين
منطقة تاروتين (بالأوكرانية: Тарутинський район)‏ هي منطقة في مقاطعة أوديسا جنوب غرب أوكرانيا، كانت المدينة ضمن منطقة بودجاك التاريخية في جنوب بيسارابيا وكان مقرها الإداري تاروتين، لكنها ألغيت ودمجت أراضيها في منطقة بلهراد في 18 يوليو 2020 كجزء من الإصلاح الإداري لأوكرانيا، مما قلل عدد المدن في مقاطعة أوديسا إلى سبعة. وكان آخر تقدير لسكان المدينة حوالي 40,054 نسمة في عام 2020.